# Lisa Hörnblad
Lisa Hörnblad (* 6. März 1996 in Örnsköldsvik, Västernorrlands län) ist eine ehemalige schwedische Skirennläuferin. Die mehrfache schwedische Meisterin war auf die schnellen Disziplinen Abfahrt und Super-G spezialisiert, ging aber auch im Riesenslalom an den Start.

## Biografie
Lisa Hörnblad stammt aus Örnsköldsvik und startet für den dort beheimateten Verein Höga Kusten Alpin. In der Jugend entschied sie sich gegen ihre beiden anderen sportlichen Leidenschaften Fußball und Skispringen und widmete sich ganz dem alpinen Rennsport.
Nach zwei Wintern auf FIS-Ebene nahm Hörnblad 2014 an den Juniorenweltmeisterschaften in Jasná teil. Bei drei weiteren Teilnahmen war ein vierter Abfahrtsrang bei der Heim-WM in Åre ihr bestes Einzelergebnis. In Sotschi errang sie 2016 mit ihren Teamkollegen die Silbermedaille im Mannschaftswettbewerb. Im Dezember 2014 debütierte sie im Europacup, wo sie anfangs vor allem in Riesenslalom und Slalom an den Start ging. Im Januar 2017 startete sie erstmals in der Abfahrt und erzielte auf Anhieb gute Resultate. Ohne einen einzigen Weltcupstart nahm sie an den Weltmeisterschaften in St. Moritz teil und belegte die Ränge 19 und 33 in Kombination und Abfahrt. Am 25. Februar 2017 feierte sie ihren ersten Europacup-Sieg in der Abfahrt von Sarntal und beendete die Saison mit einem achten Gesamtrang in der Abfahrtswertung. Im März gewann sie die schwedischen Meistertitel in Abfahrt, Super-G und Kombination.
Am 16. Dezember 2017 gab sie im ersten Super-G von Val-d’Isère ihr Weltcup-Debüt. Nur einen Tag später gewann sie im zweiten Rennen mit Rang 25 ihre ersten Weltcuppunkte. Mit zwei Europacup-Siegen und einem 18. Rang in der Weltcup-Abfahrt von Garmisch-Partenkirchen reiste sie zu ihren ersten Olympischen Winterspielen nach Pyeongchang, wo sie in den Speeddisziplinen die Plätze 17 und 24 belegte. Im Europacup 2017/18 entschied sie die Kombinations- und die Super-G-Wertung für sich. In der folgenden Saison erreichte sie mit den Rängen 12 im Super-G von St. Moritz sowie 11 und 14 in den Abfahrten von Garmisch und Crans-Montana ihre vorläufig besten Weltcup-Ergebnisse. Bei ihrer Heim-WM in Åre belegte sie die Ränge 9, 20 und 25 in Kombination, Super-G und Abfahrt.
Ende August 2019 zog sie sich im Sommertraining eine Kreuzbandverletzung im rechten Knie zu. Beim Super-G in Cortina d’Ampezzo im Januar 2022 zog sie sich neben einem Kreuzbandriss weitere Verletzungen am linken Knie zu. Nach anhaltenden gesundheitlichen Beschwerden und mangelnder Unterstützung seitens des Verbandes gab sie ihren Rücktritt am 10. April 2024 bekannt.

## Trivia
Am 25. Januar 2019 rettete Hörnblad am Rande der Kandahar-Rennen in Garmisch-Partenkirchen gemeinsam mit ihren Teamkolleginnen Lin Ivarsson und Helena Rapaport einem deutschen Funktionär das Leben. Der 60-Jährige hatte in einer Gondel einen Herzinfarkt erlitten, woraufhin die drei Schwedinnen Erste Hilfe leisteten. Hörnblad führte dabei eine Herz-Lungen-Wiederbelebung durch, bis der Rettungshelikopter an der Bergstation eintraf.

## Erfolge

### Olympische Spiele
- Pyeongchang 2018: 17. Abfahrt, 24. Super-G

### Weltmeisterschaften
- St. Moritz 2017: 19. Alpine Kombination, 33. Abfahrt
- Åre 2019: 9. Alpine Kombination, 20. Super-G, 25. Abfahrt

### Weltcup
- 2 Platzierungen unter den besten 15

### Weltcupwertungen
| Saison  | Gesamt | Gesamt | Abfahrt | Abfahrt | Super-G | Super-G | Kombination | Kombination |
| Saison  | Platz  | Punkte | Platz   | Punkte  | Platz   | Punkte  | Platz       | Punkte      |
| ------- | ------ | ------ | ------- | ------- | ------- | ------- | ----------- | ----------- |
| 2017/18 | 85.    | 41     | 42.     | 13      | 39.     | 19      | 34.         | 9           |
| 2018/19 | 59.    | 105    | 31.     | 48      | 27.     | 47      | 21.         | 10          |
| 2021/22 | 98.    | 26     | 36.     | 26      | –       | –       | –           | –           |
| 2023/24 | 108.   | 14     | 51.     | 1       | 48.     | 13      | –           | –           |

### Europacup
- Saison 2016/17: 8. Abfahrtswertung, 9. Kombinationswertung
- Saison 2017/18: 3. Gesamtwertung, 1. Super-G-Wertung, 1. Kombinationswertung, 3. Abfahrtswertung
- 8 Podestplätze, davon 3 Siege:

| Datum            | Ort        | Land       | Disziplin   |
| ---------------- | ---------- | ---------- | ----------- |
| 25. Februar 2017 | Sarntal    | Italien    | Abfahrt     |
| 11. Januar 2018  | Innerkrems | Österreich | Kombination |
| 16. Januar 2018  | Zauchensee | Österreich | Super-G     |

### Juniorenweltmeisterschaften
- Jasná 2014: 35. Abfahrt, 36. Super-Kombination, 50. Super-G
- Hafjell 2015: 28. Slalom, 43. Riesenslalom
- Sotschi 2016: 14. Super-G, 14. Riesenslalom, 17. Abfahrt, 24. Slalom
- Åre 2017: 4. Abfahrt, 8. Kombination, 11. Super-G, 23. Riesenslalom

### Weitere Erfolge
- 9 schwedische Meistertitel (Abfahrt 2015, 2017–2019, Super-G 2017–2019, Kombination 2017 und 2018)
- 5 Siege in FIS-Rennen